# 辛迪亚
辛迪亚（義大利語：Sindia），是意大利撒丁大区努奥罗省的一个市镇。总面积58.3平方公里，人口1852人，人口密度31.8人/平方公里（2009年）。ISTAT代码为091084。